# Marotera
Marotera es un despoblado español situado al sur de lo que actualmente es la provincia de Badajoz. Junto con Bodonal de la Sierra e Higuera la Real, Marotera era uno de los tres lugares que dependían de la villa de Fregenal de la Sierra, en el reino de Sevilla. Se conoce poca información sobre la localidad, extraída principalmente de padrones de los siglos XV y XVI, pero se sabe que era un lugar cercano a Bodonal que debió de tener concejo propio desde principios del siglo XV.
El lugar estaba habitado principalmente por pecheros. Sus habitantes se dedicaban principalmente al sector primario, ya que el secundario y el terciario se concentraban en la villa de Fregenal. Sufrió una despoblación progresiva en el siglo XVI, en un contexto de crisis económica que afectó a muchos de sus vecinos.

## Demografía
El siguiente cuadro expresa la población de Marotera en vecinos. Se estima que un vecino en aquella época podría equivaler a una media de 4,5 habitantes.
| 1407 | 1426 | 1486 | 1493 | 1534 |
| 19   | 15   | 17   | 18   | 6    |

Según el archivo municipal de Sevilla, sin embargo, la población de Marotera era de 25 en 1485 y pasó a 15 en 1495. Como causa se apunta a la emigración a Extremadura motivada por la extrema pobreza. Cien años más tarde, en 1594 según el censo de población de las provincias y partidos de la corona de Castilla, Marotera contaba con 133 habitantes censados.